# فندق هوليداي إن بيروت
فندق هوليداي إن بيروت (Holiday Inn Beirut) هو فندق مهدم يقع في شارع عمر الداعوق في وسط حي ميناء الحصن ببيروت، لبنان.

## تاريخه
بنى المقاول عبد المحسن القطان الفندق بين عامي 1971 و 1974 وصممه المهندس المعماري الفرنسي أندريه فوجينسكي، بالتعاون مع المهندس المعماري اللبناني موريس هيندي. ضم الفندق المؤلف من 26 طابقاً مطعماً دوّاراً في الطابق العلوي وملهى ليلي في الطابق 25 و400 غرفة نزيل. وكان جزءاً من مجمع متعدد الاستخدامات يُعرف باسم مركز سانت تشارلز سيتي، الذي ضم سينما ومكاتب ومتاجر ومطاعم وسوبر ماركت. وقد بُنيّ في موقع مشفى سانت تشارلز، الذي أسسته رهبانية الكنيسة الألمانية للقديس تشارلز بوروميو في 1908، لكنه انتقل إلى بعبدا، شمال بيروت، في 1963. وقد اُفتتح فندق هوليداي إن في 1974، في ذروة الازدهار الاقتصادي لبيروت، عندما كانت المدينة المركز السياحي الساحر في الشرق الأوسط.

## خلال الحرب الأهلية
كان فندق هوليداي إن يعمل بشكل طبيعي لمدة عام واحد فقط قبل اندلاع الحرب الأهلية اللبنانية في عام 1975. كان الفندق ضمن منطقة حرب بدأت في 25 أكتوبر 1975 في صراع طويل دام أشهراً عرف باسم معركة الفنادق، حيث تحارب أكثر من 25000 مقاتل من أجل السيطرة على مجموعة من الفنادق الفخمة الشاهقة بما في ذلك فندق هوليداي إن وفندق فينيسيا بيروت المجاور، مما أدى إلى مصرع أكثر من ألف شخص (الكثير من الذين لقوا حتفهم ألقوا من قمة من هوليداي إن) بخلاف ألفين من الإصابات. كان كلا طرفي الصراع ينظرا إلى الفندق على أنه هدف رمزي بدرجة كبيرة، لذلك كان القتال مستعراً من أجله والذي انتهى أخيراً في 21 مارس 1976.
عقب المعركة، جرد النباشون الفندق المدمر وصولاً إلى هيكله الخرساني. أصبح الفندق ساحة معركة مرة أخرى خلال حرب لبنان 1982. ومنذ ذلك الحين، ظل الفندق حطاماً مدمراً مثقوباً بالرصاص، يلوح في أفق بالمدينة.

## وضع الفندق الحالي
هناك خلاف حول ملكية المبنى. فالشركة اللبنانية التي تمتلك نصفه، الشركة العقارية اللبنانية (Compagnie Immobiliere Libanaise)، ترغب في تجديده وتحويله إلى شقق سكنية، بينما تريد المجموعة الكويتية التي تمتلك نصفه الآخر في هدمه وبناء برج جديد في نفس الموقع. وكنتيجة لهذا الخلاف، أصبح الفندق فارغاً ولم يمس، بعد عقود من الحرب وسنة تشغيله القصيرة.
ونظراً لموقعه الاستراتيجي في وسط مدينة بيروت، جرى إعلان الفندق المدمر والمناطق المحيطة به مباشرة على مستوى سطح الأرض منطقة عسكرية تحت سيطرة الجيش اللبناني، الذي يقيد حالياً وصول المدنيين إليه.

## معرض الصور

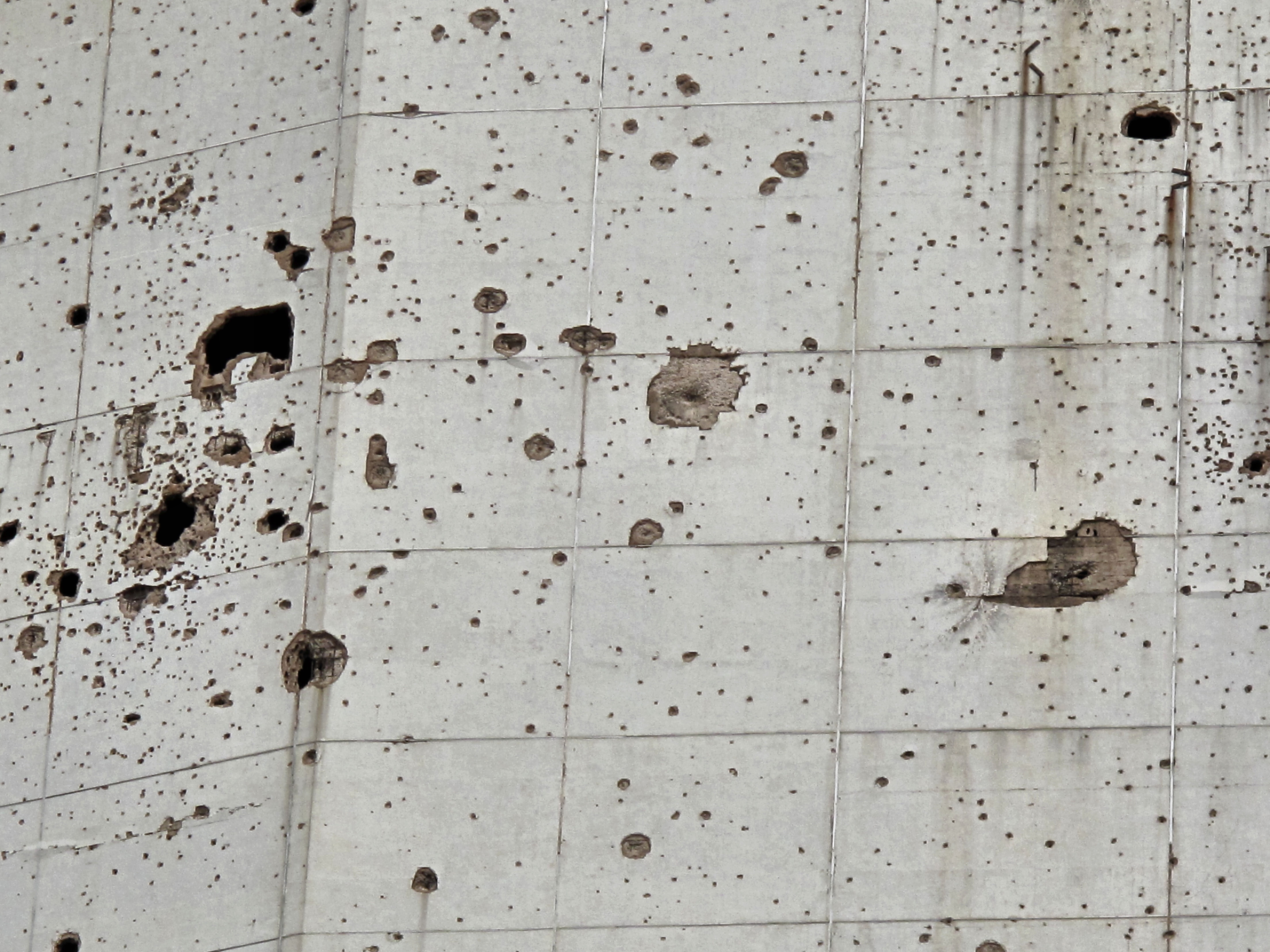

- ملف:2006 Beirut 87877382.jpg
- ملف:HolidayInnBeirut1990.png

## وصلات خارجية
- War Hotels: How the Holiday Inn became a symbol of the Lebanese Civil War (Aljazeera English documentary)